# Adriana Leon
Adriana Kristina Leon (* 2. Oktober 1992 in Mississauga, Ontario, Kanada) ist eine kanadische Fußballnationalspielerin. Sie spielte von 2023 bis 2025 für Aston Villa WFC.

## Karriere

### Vereine
Leon startete ihre Karriere bei den Mississauga Falcons und spielte von 2006 bis 2010, für die CDS Cyclone's, dem Athletic Team der Country Day School. 2010 wurde Leon von den Toronto Lady Lynx verpflichtet, wo sie in drei Spielzeiten sporadisch eingesetzt wurde. In der Saison 2013 spielte sie in der neugegründeten National Women’s Soccer League, der höchsten amerikanischen Profiliga im Frauenfußball, zunächst für die Boston Breakers. Ende Juni 2013 wechselte Leon zum Ligakonkurrenten Chicago Red Stars, mit dem sie in der Saison 2015 erstmals die Play-offs erreichte. In der Folge wechselte sie zur Franchise der Western New York Flash.
Am 23. September 2016 verpflichtete der FC Zürich Frauen die kanadische Nationalspielerin. Am 1. Dezember 2016 verkündete der FC Zürich Frauen, dass man ihren zum 31. Dezember 2016 auslaufenden Vertrag nicht verlängert. Leon, die in vier Spielen der UEFA Women’s Champions League und fünf Spielen in der Nationalliga A für Zürich zum Einsatz gekommen war, kehrte am 30. Januar 2017 zu den Boston Breakers zurück. Nach der Auflösung der ersten Mannschaft der Breakers zu Jahresbeginn 2018 wechselte sie weiter zum Sky Blue FC, bei dem sie jedoch nur selten eingesetzt wurde. Im Juni 2018 verpflichtete der Seattle Reign FC Leon. Im Januar 2019 wechselte sie zum englischen Verein West Ham United, der für die Saison 2018/19 eine Lizenz für die FA Women’s Super League erhalten hatte. Der Verein konnte sich als Siebter in der Liga behaupten und erreichte das Finale des FA Women’s Cup, das aber mit 0:3 gegen Manchester City verloren wurde.
Im Juli 2022 wechselte sie zum Manchester United W.F.C. Im April 2023 wurde sie an den Portland Thorns FC ausgeliehen. Im September 2023 wechselte sie zu Aston Villa. Am 24. Februar 2025 gab der Verein ihren Wechsel zum San Diego Wave FC  bekannt.

### Nationalmannschaft
Leon gab im Januar 2010 ihr Debüt für die kanadische U-20-Nationalmannschaft. Dort absolvierte sie bis 2012 acht Spiele, schoss fünf Tore und nahm unter anderem an der U-20-Nordamerikameisterschaft 2010 und der U-20-Weltmeisterschaft 2012 in Japan teil. Am 8. Januar 2013 gab sie gegen China ihr Debüt in der kanadischen A-Nationalmannschaft. Sie schoss beim 1:0-Sieg über China auch den Siegtreffer. Auch in den folgenden acht Spielen kam sie zum Einsatz, wobei sie bis auf das letzte Spiel gegen England am 7. April immer in der Startelf stand. Sie gehörte zum Kader für die WM 2015 in ihrer Heimat, wo sie in den drei Gruppenspielen und im mit 1:2 gegen England verlorenen Viertelfinale eingesetzt wurde. Danach kam sie erst wieder im April 2017 bei einer 1:2-Niederlage gegen Deutschland zum Einsatz, wurde also nicht für die Olympischen Spiele 2016 berücksichtigt.
Beim CONCACAF Women’s Gold Cup 2018 trug sie mit sechs Toren, davon vier Tore beim 12:0-Sieg gegen Kuba, dazu bei, dass sich die Kanadierinnen für die WM 2019 qualifizieren konnten. Mit den sechs Toren war sie zweitbeste Torschützin des Turniers.
Am 25. Mai 2019 wurde sie für die WM 2019 nominiert. Sie wurde in drei Spielen der Kanadierinnen jeweils eingewechselt, schied aber mit ihrer Mannschaft im Achtelfinale gegen den späteren Dritten Schweden aus.
Im Juni 2021 wurde sie für die wegen der COVID-19-Pandemie um ein Jahr verschobenen Olympischen Spiele nominiert. Bei den Spielen wurde sie im ersten Gruppenspiel gegen Gastgeber Japan in der 85. Minute eingewechselt. Im dritten Gruppenspiel gegen Großbritannien spielte sie über 90 Minuten und brachte ihre Mannschaft in der 55. Minute mit 1:0 in Führung (Endstand 1:1). Im Viertelfinale gegen Brasilien wurde sie zur zweiten Halbzeit der Verlängerung eingewechselt und gehörte zu den erfolgreichen Schützinnen ihrer Mannschaft im gewonnenen Elfmeterschießen. Im mit 1:0 gegen die USA gewonnenen Halbfinale wurde sie in der letzten Spielminute eingewechselt. Im Finale gegen Schweden wurde sie zur zweiten Halbzeit eingewechselt, im gewonnenen Elfmeterschießen kam sie diesmal nicht zum Zug. Durch den Sieg gewannen die Kanadierinnen erstmals die Goldmedaille.
Bei der CONCACAF W Championship 2022 kam sie in den drei Gruppenspielen, dem Halbfinale und im Finale zum Einsatz und erzielte beim 3:0-Sieg im Halbfinale gegen Jamaika ein Tor. Bereits mit dem Einzug ins Halbfinale qualifizierten sich die Kanadierinnen für die Fußball-Weltmeisterschaft der Frauen 2023 in Australien und Neuseeland. Im Finale verloren sie dann aber wieder einmal gegen die USA.
Am 9. Juli 2023 wurde sie für die WM 2023 nominiert, kam in jedem der drei Spiele ihres Teams zum Einsatz und erzielte im zweiten Gruppenspiel gegen WM-Neuling Irland den Treffer zum 2:1-Sieg, womit sie einzige Turniertorschützin ihrer Mannschaft war. Sie schied mit ihrer Mannschaft durch eine 0:4-Niederlage gegen Co-Gastgeber Australien aber nach der Vorrunde aus.
Am 23. September 2023 bestritt sie beim Olympia-Qualifikationsspiel gegen Jamaika ihr 100. Länderspiel und erzielte in der dritten Minute der Nachspielzeit mit ihrem 30. Länderspieltor den 2:0-Endstand.
Bei den Olympischen Spielen 2024 erreichte sie mit ihrer Mannschaft das Viertelfinale gegen Deutschland, in dem sie nach torlosen 120 Minuten mit 2:4 im Elfmeterschießen ausschieden. Dabei gehörte sie zu den kanadischen Fehlschützinnen.

## Sonstiges
Leon spielte aktiv in der Schulzeit Rugby und Volleyball, im Athletic Team der Cyclons, der Country Day School. Leon war bis zu ihrer Jugendzeit auch als Eiskunstläuferin aktiv und kam dadurch später zum Eishockey, wo sie für die Vaughan Flames und die Willowdale Red Wings in der Bantam AA League auflief.

## Erfolge
- Olympische Spiele 2020: Goldmedaille
- CONCACAF W Gold Cup 2024: Torschützenkönigin